# اندیس سرخو
سرخو یک اندیس فلزی است که در حوالی شهر داراب استان فارس قرار دارد و مادهٔ معدنی موجود در آن، منگنز است.سنگ میزبان این اندیس رادیولاریت است  